# Muhammad Shaban
Muhammad Shaban (ur. 1 stycznia 1998) – ugandyjski piłkarz występujący na pozycji napastnika. Jest graczem klubu Onduparaka FC z ugandyjskiej Super League oraz reprezentacji Ugandy. Został powołany na Puchar Narodów Afryki 2017.